# Tatsuya Furuhashi
Tatsuya Furuhashi (古橋 達弥, Furuhashi Tatsuya) est un footballeur japonais né le 7 novembre 1980. Il évolue au poste d'attaquant ou de milieu offensif.

## Biographie
Tatsuya Furuhashi commence sa carrière au Honda FC, club évoluant en Japan Football League (3e division).
En 2004, il signe son premier contrat professionnel, en s'engageant avec le Cerezo Osaka, club de première division.
En 2009, Tatsuya Furuhashi rejoint le Montedio Yamagata, puis en 2012 signe en faveur du Shonan Bellmare.

## Palmarès
- Vainqueur de la Japan Football League (3e division) en 2001 et 2002